# Scaphoideus elegantalus
Scaphoideus elegantalus är en insektsart som beskrevs av Melichar 1903. Scaphoideus elegantalus ingår i släktet Scaphoideus och familjen dvärgstritar. Inga underarter finns listade i Catalogue of Life.